# Marele Râu Artificial

O hartă schematică a Marelui Râu Artificial

Marele Râu Artificial (în arabă النهر الصناعي العظيم) este un sistem hidrotehnic în curs de realizare în Libia. El captează apele fosile existente sub deșertul Sahara și le conduce printr-un sistem de conducte și canale spre orașele de pe coasta Mării Mediterane pentru alimentarea lor cu apă.
Proiectul de alimentare cu apă GMR (Great Man-Made River) este cea mai mare întreprindere inginerească din lume, fiind numit de către Muammar al-Gaddafi „a opta minune a lumii”. 

## Curiozități
În 2008, Guinness World Records a recunoscut Marele Râu Artificial drept cel mai mare proiect irigațional din lume.
Costul total al proiectului după unele prognozări va depăși 25 miliarde dolari, finalizarea planificată a construcției - nu mai devreme de 20 de ani. Din 1990, de instruirea inginerilor și a tehnicienilor se ocupă un proiect inițiat de UNESCO.
Schema Marelui Râu Artificial este disponibil pe dinarul libian de douăzeci.